# Letty Cottin Pogrebin
Letty Cottin Pogrebin (9 de junio de 1939) es una escritora, periodista, conferenciante y activista social estadounidense, editora fundadora de la revista Ms. y autora de doce libros, y fue consultora editorial del especial de televisión Free to Be... You and Me (así como del álbum y el libro asociados al mismo), por el que ganó un Emmy.

## Biografía
Loretta (Letty) Cottin nació en una familia judía conservadora de Queens, hija de Cyral (de soltera Halpern) y Jacob Cottin. Su padre era un abogado muy activo en la comunidad judía y su madre era diseñadora. Estudió en la Yeshiva of Central Queens y en la Jamaica Jewish Center Hebrew High School. Tras graduarse en la Jamaica High School de Queens, se licenció en Literatura Inglesa y Americana por la Universidad Brandeis en 1959.

## Trayectoria
Fue editora fundadora de Ms. Magazine y cofundadora de Ms. Foundation for Women y del National Women's Political Caucus.
De 1960 a 1970, trabajó para la editorial Bernard Geis Associates como directora de publicidad y, más tarde, vicepresidenta. De 1970 a 1980, escribió una columna para Ladies' Home Journal titulada "La mujer trabajadora".
En 1976, Pogrebin fue una de las 13 mujeres que asistieron a un Séder de Pésaj feminista, el primero organizado y dirigido por Esther M. Broner en su apartamento de Nueva York.
En 1977, Pogrebin se asoció al Women's Institute for Freedom of the Press (WIFP).  WIFP es una organización editorial estadounidense sin ánimo de lucro. La organización trabaja para aumentar la comunicación entre mujeres y conectar al público con formas de medios de comunicación basados en la mujer.
En 1979 se produjo y distribuyó el juego de cromos o de tarjetas coleccionables Supersisters, en uno de los cuales figuraba el nombre y la foto de Pogrebin.
Después de que le diagnosticaran cáncer de mama en 2009, escribió una guía titulada Cómo ser amiga de una amiga enferma.
Apareció (entre otros) en el documental de 2013 Makers: Women Who Make America.
Pogrebin es miembro vitalicio de Hadassah, y en 2013 recibió el premio Myrtle Wreath Award de ese año de la región sur de Nueva Jersey.
Es miembro de la junta directiva de (entre otras organizaciones) el Consejo de Dirección del Programa de Mujeres en la Religión de la Harvard Divinity School, la Ms. Foundation for Education and Communication y el Programa de Estudios sobre la Mujer, el Género y la Sexualidad de la Universidad Brandeis.

## Vida personal
Letty Cottin conoció a Bert Pogrebin y se casó con él en 1963. Se conocieron en Fire Island en junio y se casaron antes de fin de año. Seis años mayor que ella, él era abogado laboralista y socio de Littler Mendelson. Juntos tuvieron dos hijas gemelas idénticas, Robin Pogrebin y Abigail Pogrebin (1965), y un hijo, David (1968). Bert falleció en 2024.
Ella es abuela de seis.

## Libros
- How to Make It in a Man's World (1970)
- Free to Be You and Me (1972) (consulting editor)
- Getting Yours: How to Make the System Work for the Working Woman (1976)
- Growing Up Free: Raising Your Child in the 80s (1980)
- Stories for Free Children (1982) (editor)
- Family Politics: Love and Power on an Intimate Frontier (1983)
- Free to Be...A Family (1987) (consulting editor)
- Among Friends: Who We Like, Why We Like Them and What We Do with Them (1988)
- Deborah, Golda, and Me: Being Female and Jewish in America (1991)
- Getting Over Getting Older: An Intimate Journey (1996)
- Three Daughters (2003)
- How to Be a Friend to a Friend Who's Sick (2013)
- Single Jewish Male Seeking Soulmate (2015)
- Shanda: A Memoir of Shame and Secrecy (2022)

## Lectura adicional
- "Pogrebin, Letty Cottin," in Current Biography Yearbook (1997)
- "Letty Cottin Pogrebin," in Jewish Women in America (1997), by S. Weidman Schneider, with P.E. Hyman and D.D. Moore (ed.), vol. 2, 1087–89
- Pogrebin, Letty Cottin (Spring 1989). «The Playpen of the Patriarchs: Letty Cottin Pogrebin». Lilith Magazine.